# Фолькман, Ида
Ида Фолькман (нем. Ida Volckmann; 28 августа 1838, Инстербург — 18 марта 1922, Мюнхен) — немецкий музыкальный педагог.
Окончила Лейпцигскую консерваторию (1863) как пианистка, ученица Луи Плайди и Роберта Папперица. Брала также частные уроки у Ференца Листа в Веймаре. С 1863 г. преподавала в музыкальной школе для девочек в Глюкштадте, которой руководила Лина Раман, познакомившаяся с Фолькман в Лейпциге несколькими годами ранее. В 1865 г. вместе с Раман перебралась в Нюрнберг для создания новой музыкальной школы, в которой преподавала фортепиано и вокал (тогда как за Раман оставались теоретические дисциплины). В 1890 г. вместе с Раман вышла на пенсию и перебралась в Мюнхен. В поздние годы, в том числе после смерти Раман (1912), поддерживала переписку с Артуром Зайдлем по поводу педагогического наследия Листа.